# جنگ‌های جنسی فمینیستی
جنگ‌های جنسی فمینیستی (انگلیسی: Feminist sex wars) که با نام‌های جنگ‌های جنسی لزبین‌ها، جنگ‌های جنسی یا جنگ‌های پورن نیز شناخته می‌شوند، اصطلاحاتی هستند که برای اشاره به بحث‌های جمعی بین فمینیست‌ها در مورد تعدادی از مسائل گسترده در رابطه با جنسیت و فعالیت‌های جنسی استفاده می‌شوند. اختلاف نظرها در مورد مسائل جنسی، جنبش فمینیستی، به‌ویژه متفکران برجسته فمینیست را در اواخر دهه ۱۹۷۰ و اوایل دهه ۱۹۸۰ عمیقاً قطبی کرد و تا به امروز همچنان بر بحث بین فمینیست‌ها تأثیر می‌گذارد.
طرفین توسط گروه‌های فمینیست ضدپورن و فمینیست مثبت‌نگر جنسی با اختلاف نظر در مورد جنسیت، از جمله پورنوگرافی، شهوت‌نگاره، تن‌فروشی، اعمال جنسی زنان زن‌آمیز، نقش زنان تراجنسیتی در جامعه لزبین‌ها، سادومازوخیسم و سایر مسائل جنسی مشخص می‌شد. جنبش فمینیستی در نتیجه این بحث‌ها به‌شدت دچار دودستگی شد. بسیاری از مورخان جنگ‌های جنسی فمینیستی را پایان دوره موج دوم فمینیستی (که در حدود سال ۱۹۶۳ آغاز شد) و همچنین منادی موج سوم (که در اوایل دهه ۱۹۹۰ آغاز شد) می‌دانند.

## دو دیدگاه متضاد
دو گروه به‌عنوان فمینیست‌های ضدپورنوگرافی و فمینیست‌های مثبت‌نگر جنسی شناخته شدند.

### فمینیست‌های ضدپورنوگرافی
در سال ۱۹۷۶، آندریا دورکین تظاهراتی را علیه فیلم اسناف در نیویورک ترتیب داد، اما تلاش برای راه‌اندازی سازمانی برای ادامه کارزار ضدپورنوگرافی فمینیستی شکست خورد. تلاش‌ها در لس‌آنجلس موفقیت‌آمیزتر بود، و «زنان علیه پورنوگرافی» در پاسخ به اسناف در سال ۱۹۷۶ تأسیس شد. آن‌ها علیه آلبوم سیاه و آبی (۱۹۷۶) رولینگ استونز مبارزه کردند. جنبش ضدپورنوگرافی ایالات متحده با تأسیس «زنان علیه خشونت در پورنوگرافی و رسانه» (WAVPM) در سال ۱۹۷۷ در سانفرانسیسکو، پس از کنفرانسی در سال ۱۹۷۶ در مورد خشونت علیه زنان که توسط مراکز محلی زنان برگزار شد، جایگاه خود را به‌دست‌آورد. اعضای اولیه شامل سوزان گریفین، کاتلین بری و لورا لدرر بودند.
WAVPM اولین کنفرانس ملی پورنوگرافی را در سال ۱۹۷۸ در سانفرانسیسکو ترتیب داد. این کنفرانس منجر به تشکیل فمینیست‌های ضدپورنوگرافی در نیویورک در سال ۱۹۷۹ تحت عنوان زنان علیه پورنوگرافی (WAP) شد و سازمان‌ها و تلاش‌های مشابهی در سراسر ایالات متحده ایجاد شد. در سال ۱۹۸۳، پیج ملیش، یکی از اعضای سابق WAVPM و WAP، فمینیست‌هایی که با پورنوگرافی مبارزه می‌کنند را بر فعالیت‌های سیاسی متمرکز کرد، که به دنبال تغییرات قانونی برای محدود کردن صنعت پورن بودند. آندریا دورکین و کاترین مک‌کینون خواستار قوانین مدنی برای محدود کردن هرزه‌نگاری بودند و به‌همین منظور پیش‌نویس قانون حقوق مدنی ضد پورنوگرافی را تهیه کردند که به نام دورکین-مک کینون نیز شناخته می‌شود.

### فمینیست‌های مثبت‌نگر جنسی

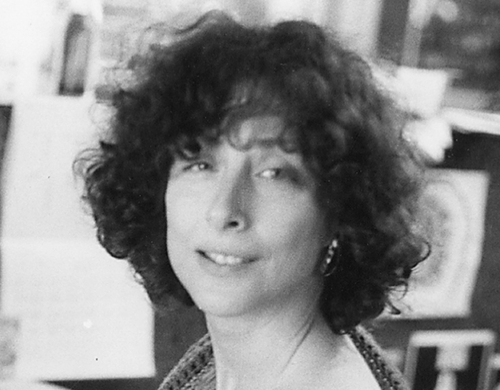
اصطلاحات فمینیسم طرفدار جنسیت و بعدتر فمینیسم مثبت‌نگر جنسی از الن ویلیس الهام گرفته شد.

از سال ۱۹۷۹، الن ویلیس، روزنامه‌نگار فمینیست، یکی از اولین صداهایی بود که فمینیست‌های ضدپورنوگرافی را به‌دلیل آنچه که او به‌عنوان خالص‌گرایی جنسی، اقتدارگرایی اخلاقی و تهدیدی برای آزادی بیان می‌دید، مورد انتقاد قرار داد. مقاله او در سال ۱۹۸۱، «افق‌های درخشان: آیا جنبش زنان طرفدار جنسیت است؟» خاستگاه اصلی «فمینیسم طرفدار جنسیت» است. در پاسخ به رشته ضدپورنوگرافی فمینیسم، فمینیست‌های مثبت‌نگر جنسی، سکس را به‌عنوان راهی برای لذت بردن زنان ترویج کردند و مواضع ضدپورنوگرافی را هم‌سو با جنگ جناح راست سیاسی علیه سکس تفریحی و پورنوگرافی می‌دانستند. گروه‌های مثبت‌نگر جنسی اولیه شامل سامویس، که در سال ۱۹۷۸ در سانفرانسیسکو تأسیس شد و اعضای اولیه آن شامل گیل روبین و پت کالیفیا و مافیای جنسی لزبین که توسط دوروتی آلیسون و جو آرنون در نیویورک در سال ۱۹۸۱ تأسیس شد، بودند. «کارگروه ضد سانسور فمینیستی (FACT)» در سال ۱۹۸۴ توسط الن ویلیس در پاسخ به بیانیه دورکین-مک‌کینون راه‌اندازی شد. در سال ۱۹۸۹ در بریتانیا فمینیست‌ها علیه سانسور متشکل شدند، و «فمینیست‌ها برای بیان آزاد» که در سال ۱۹۹۲ توسط مارسیا پالی در ایالات متحده تشکیل شد و اعضای آن شامل نادین استروسن، جوآن کندی تیلور، ورونیکا ورا و کاندیدا رویال بودند.